# Aeropuerto Comodoro Pierrestegui

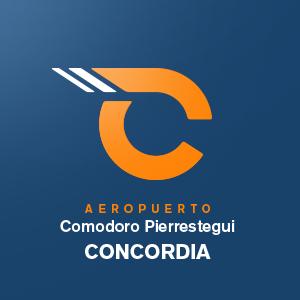
El Aeropuerto de La Región de Salto Grande

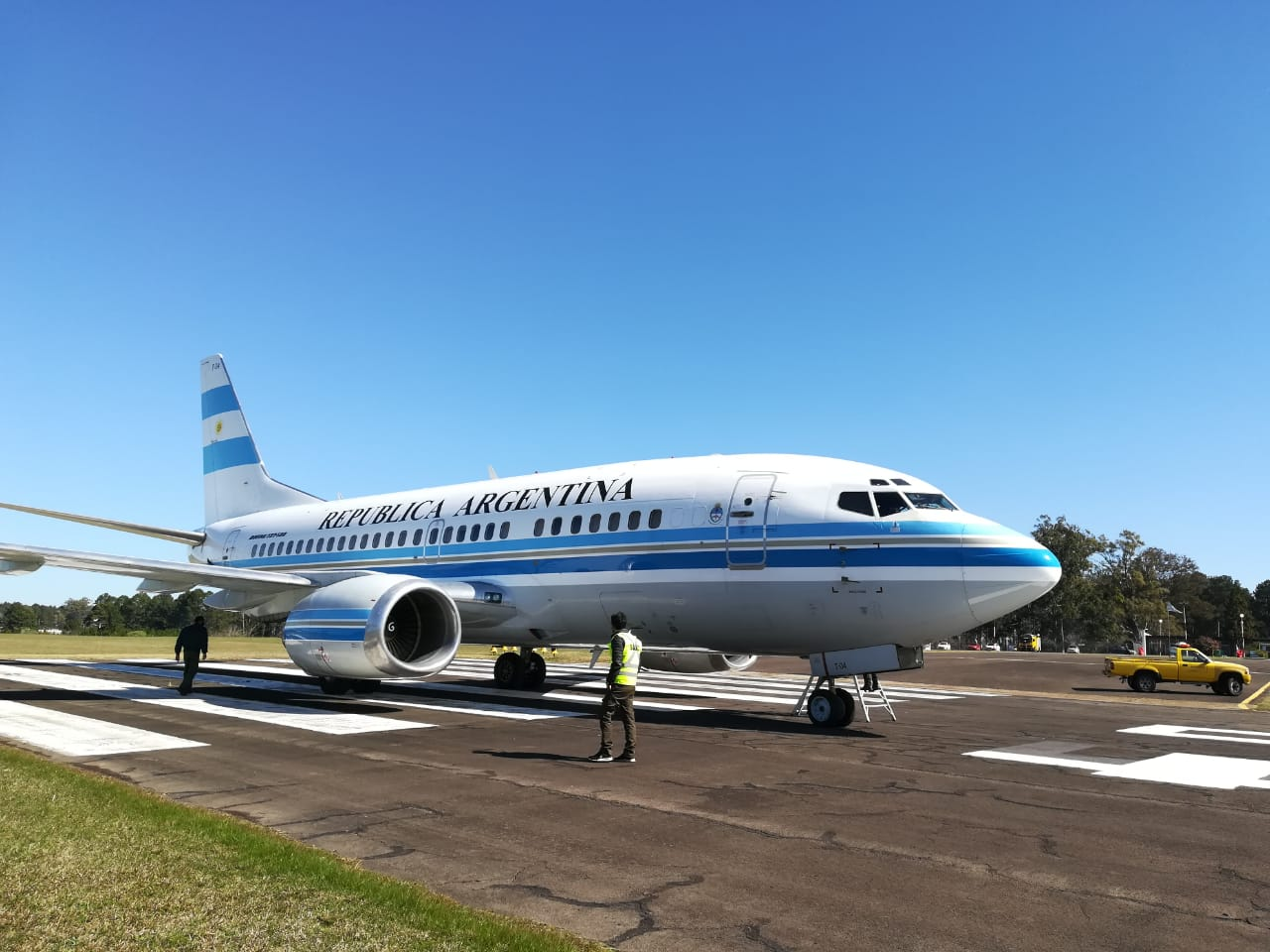
Boeing 737 500 T04

El aeropuerto Comodoro Juan José Pierrestegui (ex El Espinillar) (OACI: SAAC, FAA: DIA, IATA: COC, INTL: SAAC) es una estación aérea civil de cabotaje (Aviación General) de Argentina que se encuentra en el sector norte (inmediaciones de Villa Zorraquín) de la ciudad de Concordia, provincia de Entre Ríos. Pertenece al Sistema Nacional Aeroportuario. Se ubica a 10 km del área céntrica de la ciudad y 4,5 km al sudoeste de la represa de Salto Grande sobre el río Uruguay. Además de a la ciudad de Concordia, este aeropuerto sirve de conexión aérea con Buenos Aires a las ciudades cercanas de Federación y Chajarí y a la vecina ciudad uruguaya de Salto. En las instalaciones del aeropuerto existe una estación meteorológica del Servicio Meteorológico Nacional. Una Planta de combustible de YPF Aviación con las variantes de AVGAS y JET A1. El servicio de tránsito aéreo lo brinda la EANA SE, cuenta además con una oficina de la jefatura de AD de ANAC y una de la DNINA. El servicio SEI es a requerimiento y lo cubren los Bomberos Zapadores de la Policía de Entre Ríos. 
Este aeropuerto cubre un área de 94 hectáreas y la terminal de pasajeros de un solo nivel tiene 257 m². La pista de asfalto tiene 1600 m de largo, 30 m de ancho y una inclinación de 0,6° hacia el norte, pudiendo utilizarse en sus dos direcciones. En la dirección 22 (de norte a sur) la cabecera de la pista se halla a 31°17′25.94″S 57°59′33.68″O / -31.2905389, -57.9926889, y en la dirección 04 (de sur a norte) la cabecera se halla a 31°18′12.05″S 58°00′02.05″O / -31.3033472, -58.0005694. El sistema de iluminación es de tipo MIRL (Medium Intensity Runway Lights). Está provisto de un sistema automático GEL Grupo Electrógeno. 
El aeropuerto fue inaugurado el 26 de agosto de 1962 —con el nombre de El Espinillar— tras ser construido en poco más de 3 meses por iniciativa y donación de la población local. La necesidad de su construcción de debió a la cancelación definitiva de la ruta de hidroaviones que unía el puerto de Concordia con Buenos Aires. Posteriormente recibió el nombre de un hijo de Concordia fallecido en un accidente aéreo, el comodoro Juan José Pierrestegui.
Se espera el inicio de obras de adecuación y categorización en el año 2021, con el objetivo de recibir vuelos de las operadoras de aviación comercial que tienen rutas concesionadas a esta ciudad: AEROLINEAS ARGENTINAS & FLYBONDI. Estas aerolíneas requieren un aeropuerto categoría  Clave OACI: 4C, y por este motivo se realizaran las siguientes obras:
- NUEVA TERMINAL AEROPORTUARIA DE 1650M2.
- NUEVA TORRE DE CONTROL CON EDIFICIO PARA EL SMN Y EANA SE.
- NUEVA PLATAFORMA DE 10000M2.
- NUEVO RODAJE, PISTA Y EQUIPAMIENTO PARA PISTA.
- EDIFICIO PARA PSA.

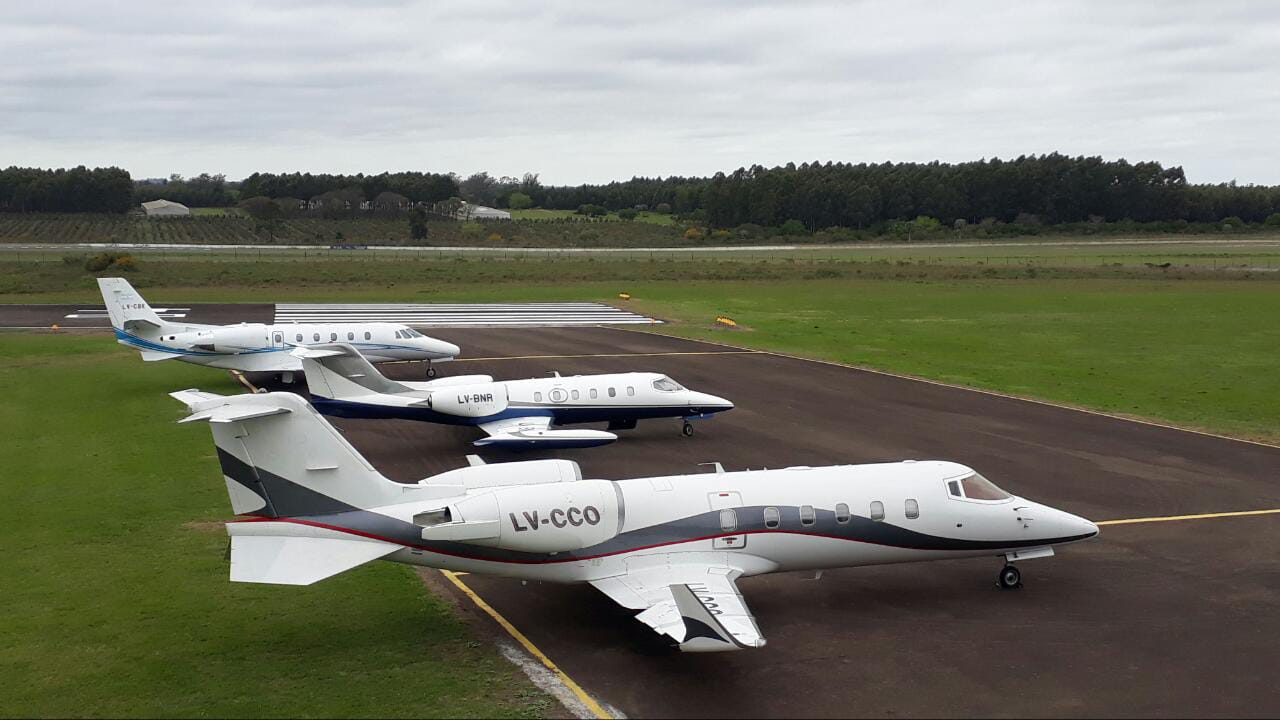
Aviación General SAAC

- Aviación General SAACEDIFICIO PARA SEI BOMBEROS Y EQUPAMIENTO.

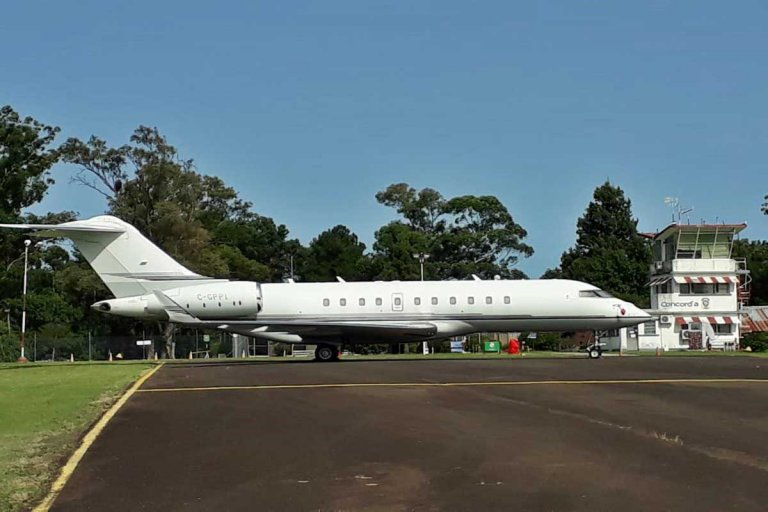
FBO SAAC

- FBO SAACy otras adecuaciones que permitan la correcta operación de estas aeronaves.

## Accidente aéreo
El 15 de noviembre de 1975 la punta del ala izquierda de un avión Fokker F28 Fellowship matrícula LV-LOB perteneciente a Aerolíneas Argentinas, golpeó la copa de un eucalipto a 4 km al norte del aeropuerto cuando se dirigía a aterrizar en él por aproximación visual. El avión tomó contacto con el suelo destruyéndose la nariz y el fuselaje principal. La nariz del avión y el ala derecha golpearon contra un gran árbol antes de detenerse. El vuelo provenía del Aeroparque Jorge Newbery de Buenos Aires y no hubo víctimas fatales entre los 56 pasajeros y 4 tripulantes, aunque si un piloto y 6 pasajeros resultaron heridos. El tren de aterrizaje y el fuselaje quedaron dañados sin posibilidad de reparación, por lo que el avión fue dado de baja pese a que tenía solo un año de uso.

## Aerolíneas y destinos

### Destinos Cesados
- Aerolíneas Argentinas (Buenos Aires)

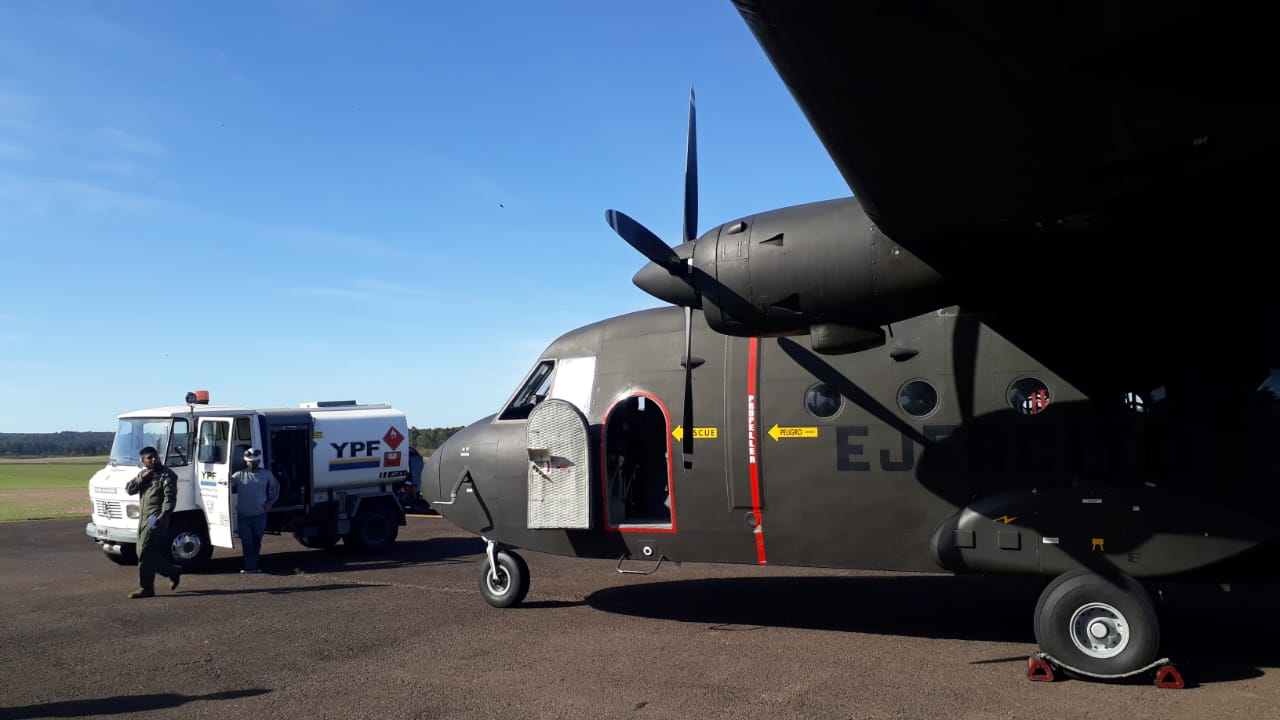
Abastecimiento de Combustible - Ejército Argentino - SAAC

- Abastecimiento de Combustible - Ejército Argentino - SAACAustral Líneas Aéreas (Buenos Aires, Paso de los Libres, Gualeguaychú)
- LAER (Buenos Aires, Goya, Mercedes, Paraná)